# 上野公夫
上野 公夫（うえの きみお、1919年3月26日 - 2007年11月17日）は、日本の経営者。中外製薬社長を務めた。

## 来歴・人物
東京都出身。1941年に慶應義塾大学経済学部を卒業し、同年に日本銀行に入行。1953年11月に中外製薬に転じ、1955年5月に取締役、1956年11月に専務、1958年6月に副社長を経て、1966年4月に社長に就任。1987年3月に会長に就任し、2000年6月には名誉会長に就任。
1990年10月に勲三等旭日中綬章を受章。
2007年11月17日に肺炎のために死去。88歳没。